# 沃斯基山
沃斯基山（英語：Mount Wodzicki），是南極洲的山峰，位於維多利亞地的彭內爾海岸，海拔高度2,380米，由新西蘭南極名稱諮詢委員會命名，現時由南極條約體系管理。

## 外部連結
- 本条目引用的公有领域材料来自美国地质调查局的文档 《沃斯基山》 （資料來自地名信息系统）。

71°21′S 163°10′E / 71.350°S 163.167°E